# Риженко Сергій Ілліч
Сергій Ілліч «Рудий» Риженко (10 вересня 1956, Севастополь) — радянський та російський рок-музикант українського походження, творець першого у Москві панк-шоу-ансамблю «Футбол». Брав участь у складі багатьох рок-гуртів, серед яких «Последний шанс», «Машина времени», «DDT», «Браво», «Вежливый отказ» (Ввічлива відмова). Брав участь у студійних записах груп «Аквариум», «Алиса», «Звуки Му».

## Біографія
Навчатися гри на скрипці почав у віці семи років. У 1972 році вступив до Одеської консерваторії. Пізніше, переїхавши до Москви, навчався в училищі імені Гнесіних, куди був зарахований на 4-й курс.
Навесні 1976 року Сергій Риженко познайомився з учасниками "Останнього шансу" («Последний шанс») — гурту, утвореного восени 1975 року. Записав з ними фонограму для передачі «Очевидне — неймовірне», і в травні 1977 року став повноправним членом команди. В цей час він був студентом вже Гнесинського інституту. Через два роки Риженко виключили з інституту, і він потрапив у складну ситуацію, залишаючись у групі, яка переживала внутрішній конфлікт.
У грудні 1980 року в ДК «Співдружність» Риженко помічає команду під назвою «Різдвяний дощ». В результаті їх знайомства народжується новий ансамбль — «Колесо». Риженко перекваліфіковується в гітариста.
У 1981 році проходять постійні репетиції та виступи у тому ж ДК. У травні Риженко повернувся в «Последний шанс». У травні 1982 року «Колесо» запрошують виступати на ТБ у телепрограмі «Веселі хлопці». Замість групи, що розпалася, Риженко збирає команду із дещо зміненим складом і новою назвою «Футбол». 23 травня відбувся переглядовий концерт, було зроблено запис, але по телевізору так нічого і не було показано. Ансамбль «Футбол» у червні записує однойменний альбом, який швидко поширюється по Москві.
На початку 1981-го року на квартирі у Риженка пройшов перший московський квартирник Віктора Цоя і Олексія Рибіна. На початку 1982-го року Сергій Риженко з музикантами гурту Последний шанс бере участь у записі альбому групи Гарін і Гіперболоїди (О. Рибін та В. Цой).
У липні 1982 року Сергій Риженко прийнятий до штату групи «Машина времени». Музиканти групи з ним не спрацювалися і він йде з «Машини». Тоді ж починається його робота студійного музиканта з різними колективами. З 1983 року разом з Олексієм Рибіним продовжує складати пісні під вивіскою «Футбол». У 1984 році група розпадається. Риженко починає сольну діяльність, беручи участь, як скрипаль, у записі альбому «Москва. Жара» Юрія Шевчука і «Время» групи «ДДТ» (у 1994—1997 роках він взяв участь у записі ще двох альбомів «ДДТ» — «Это всё» і «Роджённый в СССР»).
В кінці 1984 року Сергій Риженко повертається в групу «Останній шанс» і залишається в ній до початку 1986 року. У 1986 році знімається в невеликій ролі музиканта у фільмі «Асса», де також виконує всі вокальні партії пісень героя Сергія Бугайова. Незабаром був випущений вініловий диск, на якому були присутні всі звучавші в кіно пісні, але у виконанні оригінальних авторів. На перевиданому значно пізніше компакт-диску в якості бонус-треків представлені версії з фільму у виконанні Риженка.
У 1987 році він робить спробу відродити групу «Футбол», але безуспішно. В кінці 80-х — початку 90-х з'являється з акомпануючою йому командою «Брати Карамазови». У 1995 році реанімує «Футбол», додавши «з» до закінчення. Група довго не проіснувала, і Риженко знову йде в сольну діяльність.
Останнім часом виступає із знову реанімованою гуртом «Последний шанс», перейменованою в «Передостанній шанс», в якій залишився тільки Володимир Щукін (гітара) та Риженко. Дует періодично виступає в клубі «Гніздо глухаря».
У 2007 році Сергій Риженко взяв участь у записі альбому «Маскарад» старшої дочки Марії Збандут (актриса, автор-виконавець), яка виступає під псевдонімом MARY. Іноді виступає з нею разом. У 2015 році взяв участь у записі ще одного альбому, зведення якого поки не завершено.
З січня 2006 року і донині є постійним учасником групи «Вежливый отказ»
31 травня 2008 Сергій Риженко виступив на фестивалі Textrock, виконавши під гітару свої п'ять класичних пісень групи «Футбол», також заспівавши варіант «Старого Козлодоєва» Бориса Гребенщикова. іст.

## Особисте життя
Дружина — Риженко Оксана. В родині 5 дітей.
Ще одна донька, старша — Марія Збандут.

## Дискографія

### Студійні альбоми
- з групою «Футбол»:
«Футбол» (1982)
- з Андрієм Макаревичем:
«Пісні під гітару» (1985)
- з групою «Машина времени»:
«Був на концертах», брав участь в записі одного концертно-студійного альбому «Я сюди ще повернуся».
- з групою «Последний шанс»:
«Последний шанс» (1989)
- з групою «Вежливый отказ»:
«Вежливый отказ» (1989)
«Гуси Лебеди» (2010)
- з групою «Лолита»:
«Сумний вуличний блюз» (1990)
- з групою «Алиса»:
«Jazz» (1996)
- з групою «ДДТ»:
«Время» (1985)
«Это всё…» (1994)
«Роджённый в СССР» (1997)
- з групою «Чорный хлеб»:
«Твк» (2001)
- з Андрієм Більжо і гуртом "Последний шанс":
«Маленькі Московські трагедії» (2001)
- з групою «Sapgir band»:
«Dreams And Reality» (2007)
- з Марією Збандут
«Mary маскарад» (2007)

### Концертні альбоми
- з Юрієм Шевчуком:
«Москва. Жара» (1985)
- з групою «Гарин і гиперболоиды»
«Первые записи» (2004)
- Сергій Риженко — 50.
«Концерт в Севастополі» (2006)
- з групою «Вежливый отказ»:
«КОНЧЕРТО / МХАТ — 24 БЕРЕЗНЯ 2006 р.» (2007)